# Anthony Wayne England
Anthony Wayne England (* 15. května 1942 Indianapolis, Indiana, Spojené státy americké) je bývalý americký astronaut, který v létě roku 1985 strávil necelých 8 dní při letu raketoplánu Challenger.

## Životopis
Základní školu absolvoval v rodném Indianapolis, střední pak v Severní Dakotě. Byl radioamatérem. Vysokoškolské vzdělání získal na Massachusettském technologickém institutu. Zaměstnán byl v University of Michigan, Ann Arbob jako vyučující profesor. K NASA se dostal 4. srpna 1967. Je ženatý a má dvě děti.

## Let do vesmíru
Byl na palubě raketoplánu Challenger spolu s dalšími šesti astronauty. Jednalo se o misi označenou později v COSPAR jako 1985-063A. Na palubě sebou vezli několik palet pro laboratoř Spacelab 2, skleník pro rostliny a malou družici PDP. I přes řadu technických problémů byla mise označena jako úspěšná. Doktor Anthony England zde působil jako geofyzik. Přistáli na základně a kosmodromu Edwards v Kalifornii – Mohavská poušť.
- STS-51-F Challenger (start 29. července 1985, přistání 6. srpna 1985)